# Controne
Controne ist eine italienische Gemeinde mit 759 Einwohnern (Stand 31. Dezember 2023) in der Provinz Salerno in der Region Kampanien. Der Ort liegt im Nationalpark Cilento und Vallo di Diano und ist Teil der Comunità Montana Alburni.

## Geografie
Der Ort liegt im nördlichen Bereich der Berggruppe Monti Alburni. Die Nachbargemeinden sind Altavilla Silentina, Castelcivita und Postiglione.